# Циммерман, Роман Эмильевич
Циммерман Роман Эмильевич (1866, Москва — 1900) — экономист, писатель, писал под псевдонимом Р. Гвоздёв.

## Биография
Родился в интеллигентной купеческой семье. Учился в Императорском техническом училище, проявил способности к естественным наукам, особенно химии, но, по не зависевшим от него обстоятельствам, не кончил курса и провел шесть лет в Иркутской губернии. Переехав в Самару, стал ревностным сотрудником первоначально «Самарской Газеты», а затем «Самарского Вестника». В редакции последнего он вскоре занял руководящую роль и работал в ней до прекращения газеты. По миросозерцанию своему Циммерман примыкал к так называемым неомарксистам.
Свои взгляды на исторические судьбы русского народа и грядущую роль капитализма в России он излагал как в руководящих статьях «Самарского Вестника», так и в отдельной книге: «Кулачество — ростовщичество; его общественно-экономическое значение». В.И. Ленин написал на эту книгу рецензию, где достаточно высоко оценил эту работу Циммермана. Теоретическому обоснованию своих взглядов Циммерман посвятил специальную статью под заглавием: «К вопросу о телеологичности исторического процесса», напечатанную в «Научном Обозрении» за 1898 г. В «Русском Богатстве» за 1896 г. (№ 11) был напечатан его рассказ «Сменщик», а в «Жизни» за 1899 г. — «Горбач». Оба рассказа, представляют весьма интересные описания эпизодов из жизни арестантов и ссыльнопоселенцев в Сибири. Посвященные Циммерману некрологи свидетельствуют, что русская литература потеряла в нем крупную силу.